# Thanh Thanh Huyền
Đặng Dương Thanh Thanh Huyền (sinh ngày 21 tháng 4 năm 1996) là một hoa hậu, người mẫu và MC người Việt Nam. 2023, cô đã giành chiến thắng tại Hoa hậu Sắc đẹp Việt Nam 2023 và cô đại diện Việt Nam lọt vào Top 20 Hoa hậu Sắc đẹp Quốc tế 2023 được tổ chức tại Việt Nam. Trước đó, cô từng lọt Top 15 chung cuộc tại Hoa hậu Hoàn vũ Việt Nam 2015.

## Tiểu sử
Đặng Dương Thanh Thanh Huyền sinh năm 1996 tại thành phố Nha Trang, tỉnh Khánh Hòa. Cô tốt nghiệp hệ Sơ-Trung Âm nhạc tại Trường Đại học Khánh Hòa (tên cũ là trường Cao đẳng Văn hóa Nghệ thuật và Du lịch Nha Trang) và tốt nghiệp Trường Đại học Công nghệ Thành phố Hồ Chí Minh (HUTECH).

## Sự nghiệp

### Sự nghiệp ban đầu
Năm 2014, Thanh Thanh Huyền tham dự Miss Ngôi sao và đạt được các giải phụ Miss Hình thể đẹp nhất và Miss Tài năng.
Năm 2015, Thanh Thanh Huyền tham dự Hoa hậu Hoàn vũ Việt Nam được tổ chức tại quê nhà của cô ở Nha Trang, Khánh Hòa. Vào đêm chung kết của cuộc thi, cô lọt Top 15 chung cuộc. Người đăng quang là Phạm Thị Hương, đại diện của Hải Phòng.

### Sự nghiệp MC
Cô nổi tiếng với sự nghiệp MC và được mệnh danh là "MC 3000 chữ", dẫn chương trình không cần cầm kịch bản với . Cô trở lại Hoa hậu Hoàn vũ Việt Nam 2022 với vai trò dẫn chương trình.
Thanh Thanh Huyền từng đăng ký dự thi Hoa hậu Hòa bình Việt Nam 2022 nhưng rút lui vì lý do công việc.

### Hoa hậu Sắc đẹp Quốc tế 2023
Sau gần 7 năm, cô chính thức ghi danh casting lựa chọn đại diện Việt Nam tại Hoa hậu Sắc đẹp Quốc tế 2023. Cô cuối cùng được chỉ định là Hoa hậu Sắc đẹp Việt Nam 2023 và đại diện Việt Nam tại Hoa hậu Sắc đẹp Quốc tế 2023 được tổ chức ở Việt Nam vào tháng 2 năm 2023. Trong đêm chung kết, cô dừng chân ở vị trí Top 20 chung cuộc.

## Thành tích
- Tham dự cuộc thi Miss Ngôi sao 2014.
  - Người đẹp Tài năng
  - Người đẹp Hình thể

- Top 15 Hoa hậu Hoàn vũ Việt Nam 2015.
- Đăng quang Hoa hậu Sắc đẹp Việt Nam 2023.
- Top 20 Hoa hậu Sắc đẹp Quốc tế 2023.
  - Hoa hậu Du lịch